# یون تومارکین
یون تومارکین (عبری: יוןתומרקין‎؛ زادهٔ ۲۲ ژوئیهٔ ۱۹۸۹) یک هنرپیشه اهل اسرائیل است.  
از فیلم‌ها یا برنامه‌های تلویزیونی که وی در آن نقش داشته است می‌توان به חצויה، JeruZalem، شهر را بلرزان (فیلم ۲۰۱۲)، اشاره کرد.